# Москович, Дилан
Дилан Дейвид Москович (англ. Dylan David Moscovitch; род. 23 сентября 1984, Торонто) — канадский фигурист, выступавший в парном катании. В паре с Кирстен Мур-Тауэрс становился чемпионом Канады (2011), серебряным призёром чемпионата четырёх континентов (2013) и серебряным призёром Олимпийских игр (2014, командный турнир).
Его первой партнёршей в парном катании была сестра Кира, ушедшая из спорта в 2008 году из-за проблем со здоровьем. Совместно они выиграли юниорский чемпионат Канады (2006). Впоследствии Москович образовал дуэт с Мур-Тауэрс, добившись с ней основных успехов в карьере. Из-за разногласий пара распалась в 2014 году.
Затем на протяжении четырёх сезонов выступал с бывшей россиянкой Любовью Илюшечкиной, с которой дважды был серебряным призёром чемпионата Канады (2015, 2017), бронзовым призёром турниров Гран-при (2016) и чемпионата четырёх континентов (2017). В следующем году Москович завершил соревновательную карьеру.

## Биография
Родился в семье монреальского инженера Джерри Московича и его супруги Линды, переехавшей в Канаду из ЮАР в возрасте двадцати одного года, и работавшей акушеркой. Старший из четырёх детей. У него есть младший брат Миша, занимавшийся теннисом, а также сёстры Наташа и Кира.
Дилан еврейского происхождения, один из его дедов родом из Румынии. Преподаёт, разработанную в Израиле военную систему рукопашного боя, крав-мага. В ноябре 2018 года обручился с канадской теннисисткой Шэрон Фичмен, с которой познакомился благодаря своему брату-теннисисту.

## Карьера
Первоначально Дилан выступал в одиночном катании. На чемпионате Канады среди юниоров 2004 года он стал серебряным призёром. В 2005 году уже среди взрослых занял только 14-е место и принял решение о переходе в парное катание. Пару фигуристу составила его младшая сестра Кира Москович, с которой он в 2006 году стал чемпионом Канады среди юниоров. По окончании сезона 2007—2008 пара распалась.
В феврале 2009 года Д. Москович встал в пару с К. Мур-Тауэрс. Первый совместный сезон успеха спортсменам не принёс: на домашнем этапе серии Гран-при Skate Canada International 2009 они стали только 6-ми, на чемпионате страны заняли 5-е место, что не позволило им войти в состав сборной на Олимпийские игры и чемпионат мира.
Сезон 2010—2011 пара начала успешно, Кирстен и Дилан дважды становились серебряными призёрами этапов серии Гран-при Skate America и Skate Canada International, что позволило им впервые в карьере войти в состав участников финала Гран-при, где они заняли последнее 6-е место. На чемпионате Канады в отсутствии пропускающих сезон из-за травмы лидеров канадской сборной последних лет Джессики Дюбэ и Брайса Дэвисона заняли 1-е место и вошли в состав сборной на чемпионат четырёх континентов и чемпионат мира, где заняли 5-е и 8-е место соответственно.
В мае 2014 было объявлено о создании новой пары Любовь Илюшечкина — Дилан Москович, которая будет выступать за Канаду под руководством тренеров Баркела и Дэвидсона в клубе Торонто. В конце ноября пара впервые выступила в Польше на Кубке Варшавы, где фигуристы заняли первое место и заработали техминимум. В конце января 2015 года на канадском чемпионате пара финишировала второй. На чемпионате четырёх континентов в Сеуле фигуристы выступили удачно: заняли шестое место; при этом они улучшили свои спортивные достижения в короткой произвольной программах и сумме. На чемпионате мира в КНР они не смогли войти в десятку лучших пар мира. Однако незначительно улучшили свои прежние достижения в короткой программе.
Не очень уверенно пара начала сезон 2015/2016 годов. Фигуристы на Мемориле Непелы в Словакии допустили ряд ошибок и были за гранью наград. В начале ноября фигуристы совсем неудачно выступили на этапе Гран-при Ауди Кубок Китая. Они оказались на предпоследнем месте. Намного удачнее спортсмены выступили на заключительном этапе Гран-при в Нагано, где оказались на пятом месте. При этом улучшили все свои прежние спортивные достижения. На национальном чемпионате пара выступила не совсем удачно и они заняли третье место. Однако на чемпионате четырёх континентов в Тайбэе фигуристы в сложной борьбе заняли место в пятёрке, и улучшили свои прежние достижения в произвольной программе. В начале апреля в Бостоне на мировом чемпионате канадская пара сумела пробиться в восьмёрку лучших мировых пар и улучшила все свои прежние спортивные достижения.
Новый предолимпийский сезон пара начала в Германии, в Оберсдорфе на турнире Небельхорн, где они уверенно заняли второе место. В конце октября канадские фигуристы выступали на домашнем этапе Гран-при в Миссиссоге, где на Кубке федерации Канады были третьими. В середине ноября канадцы выступили на втором этапе Гран-при в Пекине, где они в упорной борьбе заняли на Кубке Китая третье место, при этом были улучшены достижения в короткой программе. В январе 2017 года на национальном чемпионате в Оттаве фигуристы не могли составить конкуренцию ведущей канадским паре страны и заняли второе место. В середине февраля канадские фигуристы выступили в Южной Корее на континентальном чемпионате, где они улучшили все свои прежние спортивные достижения; при том финишировали на третьем месте. В конце марта канадские парники появились на мировом чемпионате в Хельсинки, где замкнули шестёрку лучших пар в мире. При этом они в сложной борьбе сумели способствовать завоеванию трёх путёвок для своей страны на Олимпийские игры и улучшили все свои прежние достижения.
В начале октября канадская пара начала олимпийский сезон в Эспоо, на Трофее Финляндии, где они финишировали рядом с пьедесталом. Через три недели пара выступала в серии Гран-при на домашнем этапе, где они финишировали в шестёрке. В середине ноября пара выступила на французском этапе Гран-при, где они заняли место рядом с пьедесталом. В начале 2018 года пара в Ванкувере неудачно выступила на национальном чемпионате. Они впервые остались без медалей. Учитывая, что чемпионат четырёх континентов проходил за две недели до Олимпийских игр канадская федерация туда отправила второй состав. В Тайбэе в конце января Люба и Дилан на континентальном чемпионате выступили совсем неудачно. Они даже не повторили своё прошлогоднее достижение. При том, что парники КНР совсем пропускали чемпионат, а американские фигуристы также выступали вторым составом.
В марте он принял решение прекратить спортивную карьеру и пара отказалась от поездки на мировой чемпионат.

## Программы
(с К. Мур-Тауэрс)
| Сезон     | Короткая программа                                                   | Произвольная программа                                                          | Показательные выступления                                                  |
| --------- | -------------------------------------------------------------------- | ------------------------------------------------------------------------------- | -------------------------------------------------------------------------- |
| 2013—2014 | Motley Crue из саундтрека к фильму «Микмакс» Рафаэль Бо Макс Стайнер | Fellini Medley Нино Рота                                                        |                                                                            |
| 2012—2013 | Motley Crue из саундтрека к фильму «Микмакс» Рафаэль Бо Макс Стайнер | Queen Medley                                                                    |                                                                            |
| 2011—2012 | Саундтрек к фильму «Борсалино» Клод Боллинг                          | Саундтрек к фильму «Генрих V» Патрик Дойл                                       | «Dreaming with a Broken Heart» Джон Мейер                                  |
| 2010—2011 | «Zorba’s Dance» из фильма «Грек Зорба» Микис Теодоракис              | «Отверженные» Клод Мишель Шонберг                                               | «Something» Джим Стёрджесс Саундтрек к фильму «Добейся успеха» Кристоф Бэк |
| 2009—2010 | Саундтрек к фильму «Бразилия» Майкл Кэймен                           | «Romanza» Андреа Бочелли, «Malagueña» Эрнесто Лекуона, «Leyenda» Исаак Альбенис | «Something» Джим Стёрджесс                                                 |

## Результаты
| Выступления с Любовью Илюшечкиной |       |       |       |       |
| Соревнования                      | 14/15 | 15/16 | 16/17 | 17/18 |
| Международные                     |       |       |       |       |
| Чемпионат мира                    | 13    | 7     | 6     |       |
| Четыре континента                 | 6     | 5     | 3     | 4     |
| Гран-при Франции                  |       |       |       | 4     |
| Гран-при Канады                   |       |       | 3     | 6     |
| Гран-при Китая                    |       | 7     | 3     |       |
| Гран-при Японии                   |       | 5     |       |       |
| Finlandia Trophy                  |       |       |       | 4     |
| Nebelhorn Trophy                  |       |       | 2     |       |
| Мемориал Непелы                   |       | 4     |       |       |
| Warsaw Cup                        | 1     |       |       |       |
| Национальные                      |       |       |       |       |
| Чемпионат Канады                  | 2     | 3     | 2     | 4     |

| Результаты выступлений с Кирстен Мур-Тауэрс |       |       |       |       |       |
| Соревнования                                | 09/10 | 10/11 | 11/12 | 12/13 | 13/14 |
| Международные                               |       |       |       |       |       |
| Олимпиада — пары                            |       |       |       |       | 5     |
| Олимпиада — команда                         |       |       |       |       | 2     |
| Чемпионат мира                              |       | 8     |       | 4     | 4     |
| Четыре континента                           | 9     | 5     |       | 2     |       |
| Финал Гран-при                              |       | 6     |       | 5     | 6     |
| Гран-при США                                |       | 2     | 3     |       | 2     |
| Гран-при России                             |       |       |       |       | 3     |
| Гран-при Японии                             |       |       |       | 2     |       |
| Гран-при Китая                              |       |       | 3     | 4     |       |
| Гран-при Канады                             | 6     | 2     |       |       |       |
| U.S. Classic                                |       |       |       | 1     | 1     |
| Национальные                                |       |       |       |       |       |
| Чемпионат Канады                            | 5     | 1     | 4     | 2     | 2     |

| Выступления с Кирой Москович |       |       |       |       |
| Соревнования                 | 05/06 | 06/07 | 07/08 | 08/09 |
| Международные                |       |       |       |       |
| Nebelhorn Trophy             |       |       |       | 8     |
| Национальные                 |       |       |       |       |
| Чемпионат Канады             |       | 7     | 4     |       |
| ЧК среди юниоров             | 1     |       |       |       |